# (500308) 2012 QA52
(500308) 2012 QA52 es un asteroide perteneciente al cinturón de asteroides, descubierto el 26 de agosto de 2012 por el equipo del Pan-STARRS desde el Observatorio de Haleakala, Hawái, Estados Unidos.

## Designación y nombre
Designado provisionalmente como 2012 QA52.

## Características orbitales
2012 QA52 está situado a una distancia media del Sol de 2,808 ua, pudiendo alejarse hasta 3,251 ua y acercarse hasta 2,365 ua. Su excentricidad es 0,157 y la inclinación orbital 8,383 grados. Emplea 1718,72 días en completar una órbita alrededor del Sol.

## Características físicas
La magnitud absoluta de 2012 QA52 es 16,9.